# Jabloneček (Ralsko)
Jabloneček je neobydlená část města Ralsko v okrese Česká Lípa na místě zaniklé obce Jablonec (lidově zvaný Jabloneček, německy Gablonz bei Niemes či Gablonec). Nachází se asi 6 km na severovýchod od Kuřívod, na východě bývalého vojenského prostoru Ralsko, kvůli jehož založení obec zanikla. Ke konci roku 2015 zůstává toto sídlo trvale neobydleno.

## Další informace

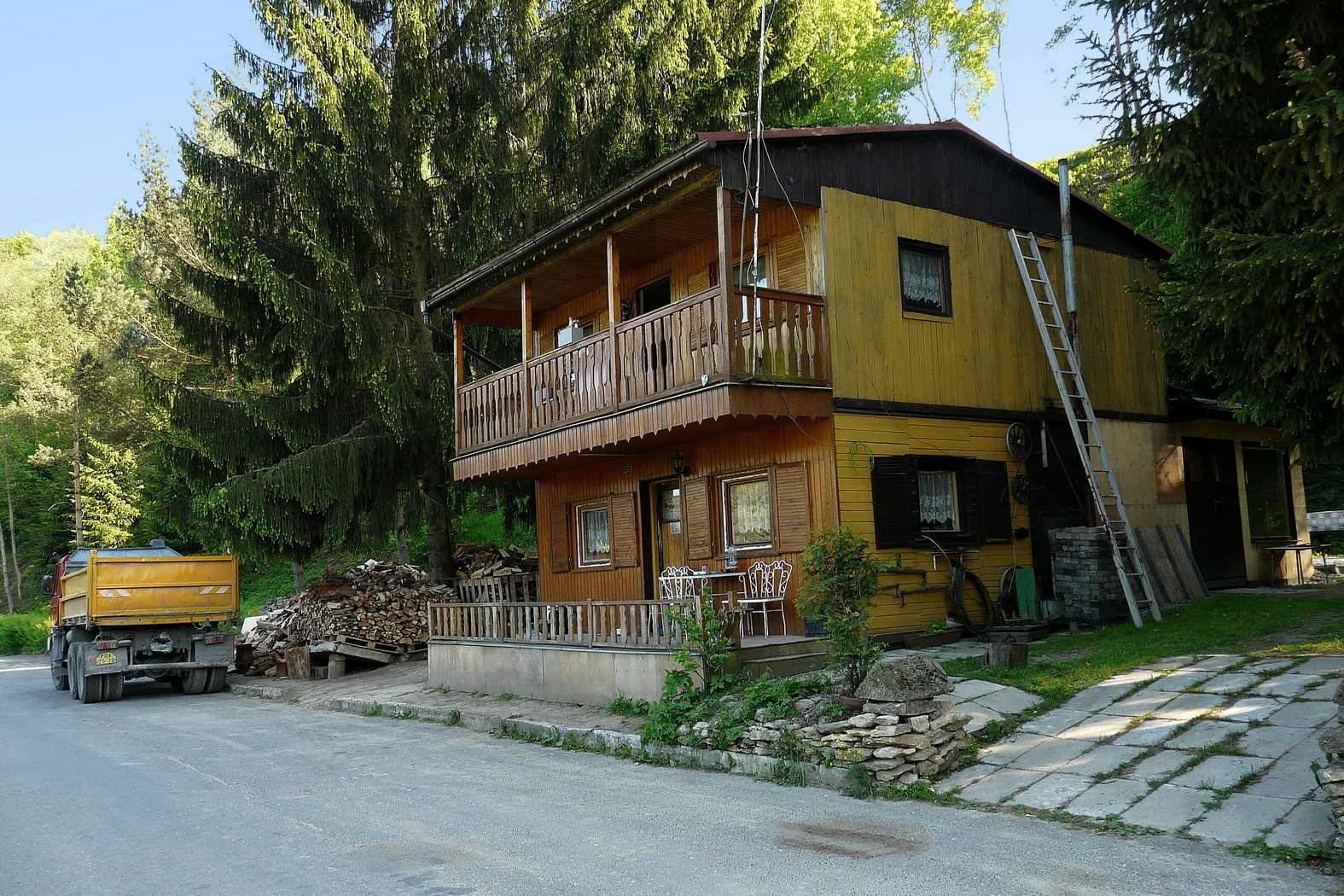
Občasně obydlená chata v Jablonečku

Jabloneček je též katastrální území o rozloze 24,02 km2. Původní katastrální území zaniklé obce bylo Jablonec a mělo asi 4krát menší rozlohu. Obec měla správně podřazené osady Chlum (0,5 km jv.) a Prosíčka (1,5 km jv.).
Jabloneček se nachází v úzkém údolí, kde má prameniště Mukařovský potok. Údolím vede silnice z Mukařova do Hvězdova s cyklotrasou 241, za horním koncem Jablonečku je zákaz vjezdu motorových vozidel, jelikož zde začíná, pouze cyklisticky průjezdná, obora Židlov. Jsou zde tři chaty (z toho dvě malé chatky), které jsou v letním období využívané chataři a rekreanty, dále je zde odpočívadlo pro cyklisty.
V severní části současného katastrálního území se nachází malé pozůstatky hradu Křída za 14. století.

## Historie

### Historické sídlo
Jablonec je poprvé zmíněn v roce 1352. Byla to farní ves s kostelem Narození Panny Marie, který se ale nedochoval. V roce 1896 zde byl nalezen poklad – hrnec s 200 brakteáty.

V roce 1933 zde byla postavena česká škola, kterou navštěvovaly i děti z některých německých rodin.

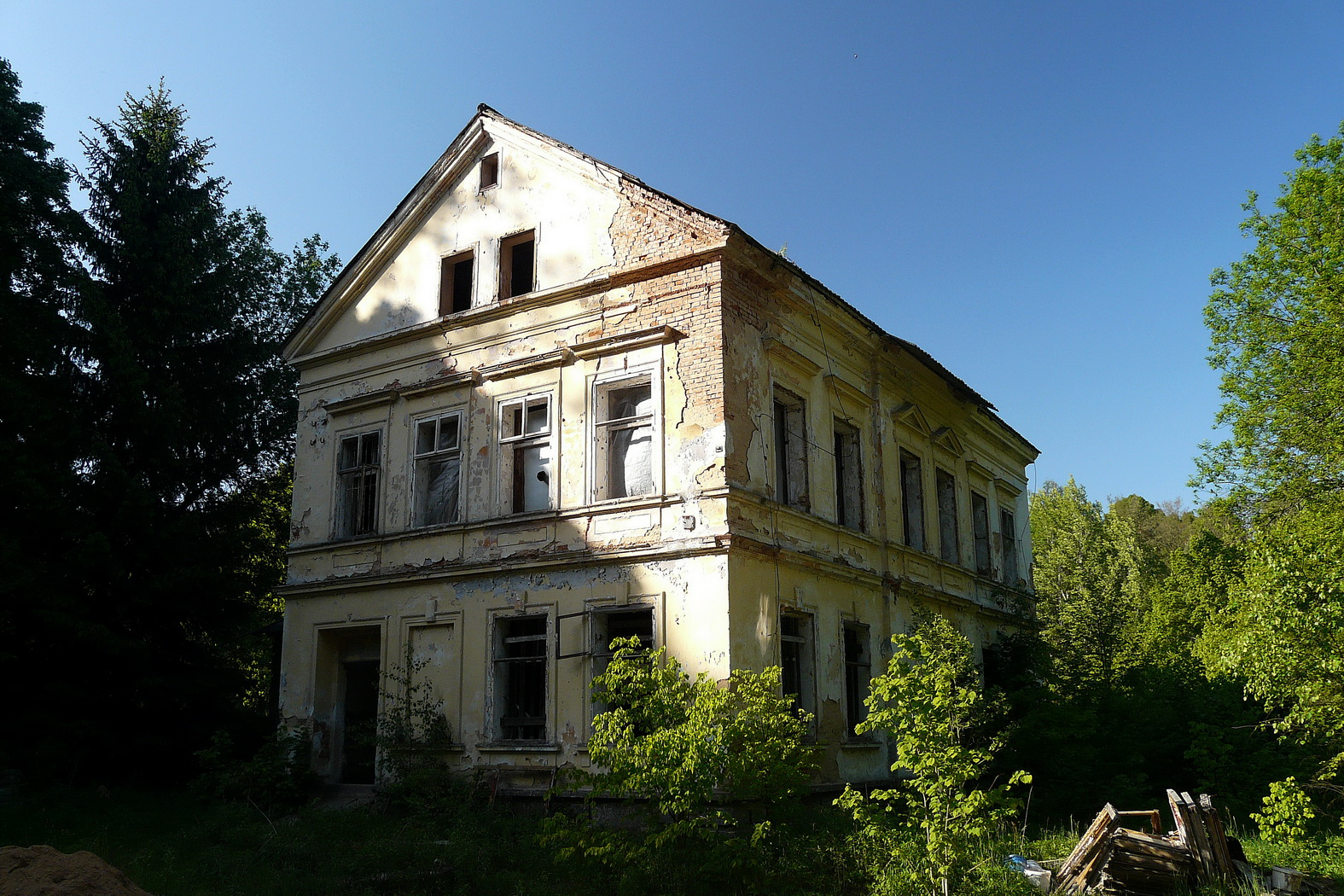
Bývalá německá škola v Jablonečku

Jak uvádí Chytilův místopis, Jablonec měl v roce 1921 sečtených 105 domů a 432 obyvatel – z tohoto počtu bylo 25 Čechů, 406 Němců a jeden obyvatel byl jiné, nezjišťované národnosti. V místě byl farní úřad. Četnická stanice, pošta a telegraf byly v Olšině (4 km). Nejbližší železniční stanice byly v Mnichově Hradišti (14,25 km) a druhá v Mimoni (15 km). Obec spadala pod zdravotní obvod Kuřívody.

### Období vojenského prostoru

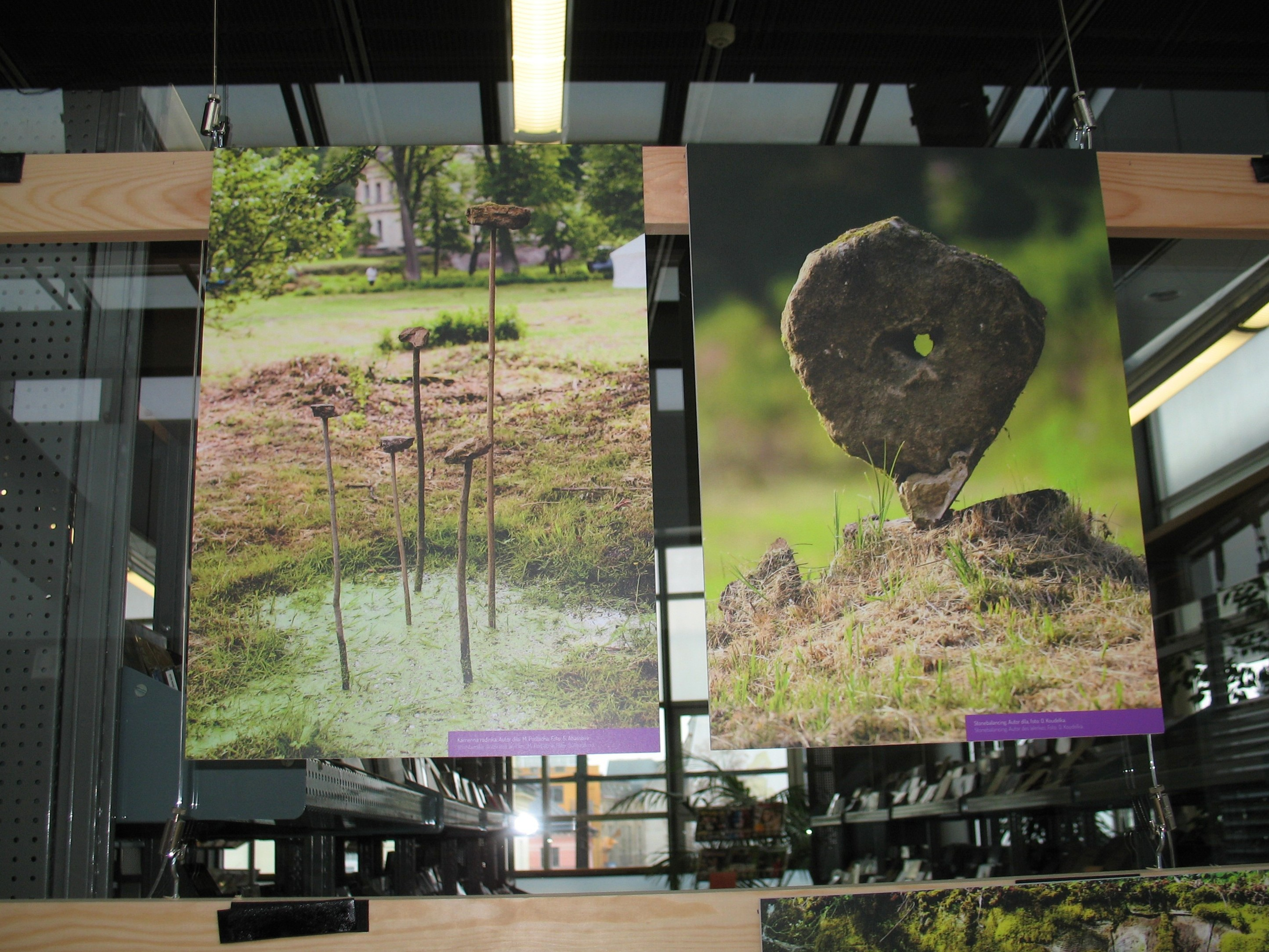
Fotografie z prvního ročníku land-artového festivalu v Jablonečku na výstavě v Krajské knihovně v Liberci

Po roce skončení 2. světové války v roce 1945 byla obec začleněna do vojenského výcvikového prostoru Ralsko a z větší části srovnána se zemí. Dominanta obce – kostel Narození Panny Marie, který stál ve stráni naproti české škole, byl armádou odstřelen a dnes z kostela zbyly jen trosky. Poslední bohoslužba se zde konala právě na den zasvěcení kostela (8. září 1947).

Po příchodu sovětských vojsk do Ralska po roce 1968 zde byla zbudována raketová základna (jádro bylo na jižní terase údolí nad obcí v místě zaniklé osady Chlum) a území bylo jedno z nejstřelenějších v prostoru. Pro potřebu sovětské armády bylo postaveno několik paneláků, ty však po roce 1990 zchátraly a byly rovněž strženy.
Do dnešních dnů stojí z 85 domů pouze dva, ale i to je v porovnání s ostatními zaniklými obcemi v Ralsku výjimečné. Sloužily jako školy, jedna německá, druhá česká. Německá škola je poněkud starší a budova je celkově zchátralá. Česká škola ve své době, kdy byla postavena, byla velmi moderní budova, ale dnes je také ve špatném stavu. Tyto dva domy nebyly zbořeny, protože je později využívali vojáci. Domy, které stály na návsi, byly mimo již zmíněných škol zbořeny a na jejich místech jsou bývalá parkoviště pro vojenské účely. Zbytky domů jsou dobře znatelné na stráních v západní části obce. Trosky obvodových zdí dosahují místy i dvou metrů výšky. Nejčetnější pozůstatky budov najdeme v severní části Jablonce (na severním svahu údolí, kolem boční rokle). Jednalo se o zemědělské usedlosti a statky. Nacházejí se zde jednotlivé zdi domů, zavalené i volně přístupné sklepy. Je zde velké množství umělých nádrží na vodu. Vyskytují se zde neoznačené hluboké studny, některé jsou přikryty panely. Okolí Jablonce bylo dříve méně zalesněné než je dnes. Vedle bývalé české školy stála budova vojenského charakteru (bývalá sovětská jídelna – již také zbořena stejně jako všechny vojenské objekty).

### Po zrušení vojenského prostoru

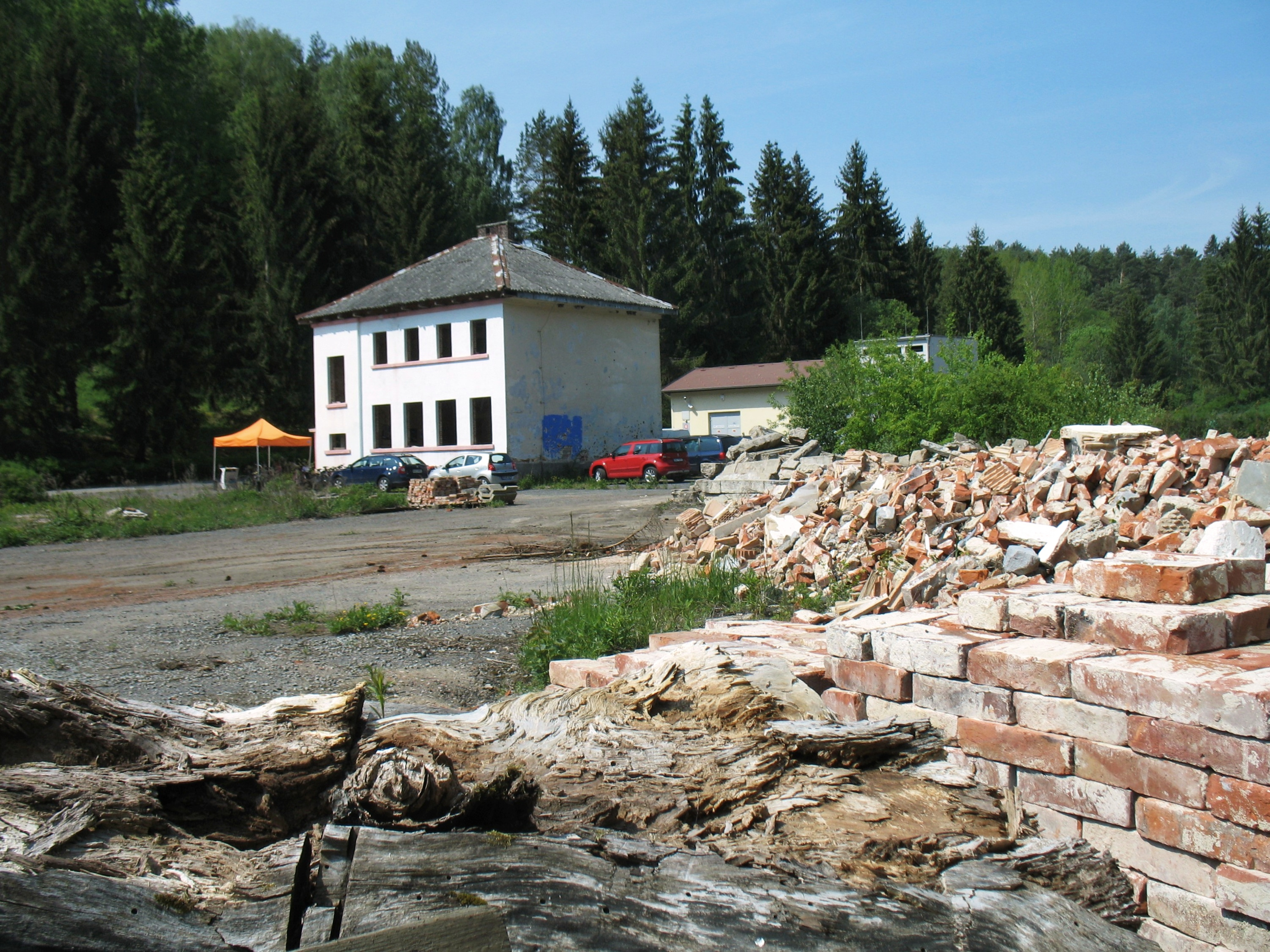
Budova české školy, v popředí pozůstatky zbořených vojenských objektů

Po odchodu sovětských vojsk a zrušení vojenského prostoru v 90. letech zřídilo Ministerstvo vnitra uprchlický tábor, ale fungoval zde přibližně jen jeden necelý rok. Poté byl přesunut do jiného bývalého vojenského objektu u Bělé pod Bezdězem, kde je od té doby znám jako uprchlický tábor Jezová.
V roce 2010 byly na obou údolních terasách nad bývalou obcí postaveny a zprovozněny tři části (největší na jihu v místě bývalé raketové základny a zaniklého Chlumu) Fotovoltaické elektrárny Ralsko Ra 1.
V květnu 2016 se v Jablonečku uskutečnil první ročník festivalu Proměny v Geoparku Ralsko s převážně landartovým zaměřením, ale součástí byla i hudební složka, různé workshopy a přednášky o historii zaniklé obce a okolí.